# Route nationale 16a
La route nationale 16a (RN 16a o N 16a) è stata una strada nazionale del dipartimento del Nord che partiva da Bergues e terminava sul confine belga ad Oost-Cappel, passando per Rexpoëde. Rappresentava un collegamento tra la N16 e la N308 belga, che la continuava fino a Poperinge. In origine era parte della N40, il cui percorso fu spostato più a nord. Nel 1972 venne completamente declassata a D916A.